# Lac Sainte-Anne
Der Lac Sainte-Anne ist ein Stausee in der Verwaltungsregion Côte-Nord der kanadischen Provinz Québec.
Der ursprüngliche See wurde 1958 durch den Staudamm Barrage du Lac-Sainte-Anne (⊙) aufgestaut.
In den Jahren 2003 bis 2005 wurde 12 km unterstrom am Fluss Rivière Toulnustouc die 77 m hohe Barrage de la Toulnustouc (bei ⊙) errichtet und das Flusstal zwischen dem damaligen Stausee und dem neuen Staudamm geflutet.
Wenige Kilometer flussabwärts liegt das Speicherkraftwerk Centrale de la Toulnustouc (bei ⊙). Es wird über einen 9,8 km langen Stollen bei einer Fallhöhe von 152 m mit Wasser aus der Talsperre versorgt. Die installierte Leistung beträgt 526 MW.